# Новоконстантиновка (Новобугский район)
Новоконстантиновка (укр. Новокостянтинівка) — село в Новобугском районе Николаевской области Украины.
Население по переписи 2001 года составляло 137 человек. Почтовый индекс — 55640. Телефонный код — 5151. Занимает площадь 0,79 км².

## Местный совет
55640, Николаевская обл., Новобугский р-н, с. Новоюрьевка, ул. Пьясецкого, 42а